# Fairfax (Iowa)
Fairfax – miasto w Stanach Zjednoczonych, w stanie Iowa, w hrabstwie Linn. Zgodnie ze spisem statystycznym z 2000 roku, miasto liczyło 889 mieszkańców.